# Sjanoetsj
De Sjanoetsj (Russisch: Шануч) is een 32 kilometer lange rivier in het district Bystrinski op het Russische schiereiland Kamtsjatka.
De rivier ontspringt aan de zuidelijke voet van de berg Ljoetaja (1485 meter) en stroomt uit in de rivier Itsja aan rechterzijde daarvan, 138 kilometer van de monding daarvan in de Zee van Ochotsk. De belangrijkste zijrivier is de Alestar.
De naam van de rivier komt waarschijnlijk uit het Itelmeens, maar de betekenis is niet bekend.
Aan de rivier bevindt zich de gelijknamige afzetting van koper en nikkel Sjapoetsj, die vanaf 2002 wordt gewonnen.